# Illmersdorf (Ihlow)
Illmersdorf è una frazione del comune tedesco di Ihlow, nel Land del Brandeburgo.

## Storia
Template:S sezione\Germania
Il 31 dicembre 2001 il comune di Illmersdorf venne soppresso e aggregato al comune di Ihlow.